# Pantelís Kapetános
Pantelís Kapetános, né le 8 juin 1983 à Ptolemaïda, est un footballeur international grec. Il évolue actuellement au Steaua Bucarest dans le championnat national roumain au poste d'attaquant central.
Il fait partie des 23 joueurs grecs sélectionnés pour participer à la Coupe du monde 2010.

## Palmarès
- Championnat de Roumanie : 2014